# Mario García Alvear
Mario García Alvear (Santander, Palencia, 2 de octubre de 2003), conocido como Mario García o simplemente Mario, es un futbolista español que juega como lateral izquierdo en el Racing de Santander de la Segunda División de España.

## Trayectoria
Criado en Peñacastillo, localidad del término municipal de Santander (Cantabria), se formó en el Club Bansander y el C. A. Perines. En julio de 2022, tras finalizar su formación, se marchó al Racing de Santander para jugar en su filial en la Segunda Federación, debutando el 4 de septiembre del mismo año en una victoria liguera por 2-1 frente al Ourense CF, en la que también anotó un gol.
Logró debutar con el primer equipo el 5 de febrero de 2023 al entrar como suplente en el descanso de un empate por 1-1 frente a la S. D. Ponferradina en la Segunda División. Su primer gol llegó el siguiente 28 de mayo en la victoria por 3-1 contra el F. C. Cartagena.

## Clubes
Actualizado al último partido disputado el 12 de junio de 2025.
| Club                         | Liga          | Temporada     | Liga  | Liga  | Liga   | Copas nacionales | Copas nacionales | Copas nacionales | Copas internacionales | Copas internacionales | Copas internacionales | Total | Total | Total  |
| Club                         | Liga          | Temporada     | Part. | Goles | Asist. | Part.            | Goles            | Asist.           | Part.                 | Goles                 | Asist.                | Part. | Goles | Asist. |
| ---------------------------- | ------------- | ------------- | ----- | ----- | ------ | ---------------- | ---------------- | ---------------- | --------------------- | --------------------- | --------------------- | ----- | ----- | ------ |
| Rayo Cantabria · España      | 2.ª RFEF      | 2022-23       | 25    | 1     | 0      | —                | —                | —                | —                     | —                     | —                     | 25    | 1     | 0      |
| Rayo Cantabria · España      | 2.ª RFEF      | 2023-24       | 6     | 0     | 0      | —                | —                | —                | —                     | —                     | —                     | 25    | 1     | 0      |
| Rayo Cantabria · España      | Total club    | Total club    | 31    | 1     | 0      | 0                | 0                | 0                | 0                     | 0                     | 0                     | 31    | 1     | 0      |
| Racing de Santander · España | 2.ª           | 2022-23       | 3     | 1     | 1      | —                | —                | —                | —                     | —                     | —                     | 3     | 1     | 1      |
| Racing de Santander · España | 2.ª           | 2023-24       | 21    | 0     | 0      | 1                | 0                | 0                | —                     | —                     | —                     | 22    | 0     | 0      |
| Racing de Santander · España | 2.ª           | 2024-25       | 34    | 3     | 0      | —                | —                | —                | —                     | —                     | —                     | 34    | 3     | 0      |
| Racing de Santander · España | Total club    | Total club    | 58    | 4     | 1      | 1                | 0                | 0                | 0                     | 0                     | 0                     | 31    | 4     | 1      |
| Total carrera                | Total carrera | Total carrera | 89    | 5     | 1      | 1                | 0                | 0                | 0                     | 0                     | 0                     | 90    | 5     | 1      |
| 1. 2.                        |               |               |       |       |        |                  |                  |                  |                       |                       |                       |       |       |        |